# Just Friends (2005)
Just Friends is een Amerikaanse speelfilm uit 2005 onder regie van Roger Kumble.

## Verhaal
Op school was Chris dik, onpopulair en beste vrienden met de mooie Jamie.
Stiekem was hij ook verliefd op haar maar dat durfde hij haar nooit te vertellen.
Tot hij het uiteindelijk in haar jaarboek schrijft dat vervolgens door haar ex-vriendje wordt gepikt en publiekelijk voorgelezen.
Jamie zegt dat ze van Chris houdt als van een broer en vernederd vlucht hij weg, zwerende succesvoller te worden dan zij allen.
Tien jaar later is Chris aan de andere kant van het land een succesvol en goed uitziend muziekproducent geworden.
Vlak voor kerstmis moet hij de beroemde popzangeres Samantha James naar Parijs brengen om haar te overtuigen bij hen een platencontract te tekenen.
Samantha veroorzaakt echter een brandje in het privéjet waardoor ze een noodlanding moeten maken in Chris' geboortestreek.
Chris en Samantha gaan in Chris 'ouderlijk huis — waar hij al tien jaar niet was geweest — logeren tot ze weer kunnen vertrekken.
In een plaatselijk café loopt Chris enkele oude vrienden tegen het lijf, alsook Jamie die er achter de toog staat gedurende haar opleiding tot lerares.
Hij denkt dat hij haar nu wel kan krijgen en gaat met haar uit, maar hij verknoeit het keer op keer, klaarblijkelijk omdat zijn vriendschap met haar toch iets voor hem betekende.
Zelfs als Jamie bij hem blijft slapen en teken geeft dat zij ook wel iets voor hem voelt gaat hij hier niet op in.
Nadat hij heeft gevochten met Dusty, die ook achter Jamie aanzit, is Jamie kwaad op hem en keert hij terug huiswaarts.
Daar wordt hij ingepalmd door Samantha, maar Chris realiseert zich dat Jamie de ware voor hem is en keert meteen terug.
Hij belt bij Jamie aan, verklaart zijn liefde en ze kussen.
Bij de buren wordt het tafereel gadegeslagen door drie kinderen: een meisje, haar beste vriend die stiekem haar vriendje wil zijn en haar vriendje.

## Rolbezetting
- Ryan Reynolds - Chris Brander
- Amy Smart - Jamie Palamino
- Anna Faris - Samantha James
- Chris Klein - Dusty
- Chris Marquette - Mike Brander
- Julie Hagerty - Mom Brander
- Stephen Root - KC
- Fred Ewanuick - Clark
- Amy Matysio - Darla
- Barry Flatman - Mr. Palamino
- Maria Arcé - Athena
- Ty Olsson - Tim